# Nádia Saldanha
Nádia Saldanha (Manaus, 19 de outubro de 1991) é uma modelo e jornalista brasileira, vencedora do Miss Amazonas Globo 2009. Atualmente é repórter do programa Magazine, da TV A Crítica.